# لورنا ليزلي
لورنا ليزلي (بالإنجليزية: Lorna Lesley)‏ هي ممثلة أسترالية، ولدت في 1959.
في عام 2018، حصلت ليزلي على الميدالية الذهبية من تحالف الإعلام والترفيه والفنون "لمساهمتها الكبيرة في الاتحاد". 

## وصلات خارجية
- لورنا ليزلي على موقع IMDb (الإنجليزية)
- لورنا ليزلي على موقع قاعدة بيانات الفيلم (الإنجليزية)